# Lincoln Mark LT
Der Lincoln Mark LT ist ein Pick-up-Truck der Full-Size-Klasse der zu Ford gehörenden Premiummarke Lincoln. Der Mark LT wurde für das Modelljahr 2005 auf dem amerikanischen und kanadischen Markt eingeführt und war der Nachfolger des Lincoln Blackwood, der wegen mangelhaften Verkaufsziffern nur im Modelljahr 2002 erhältlich war. Im Gegensatz zum Blackwood verkaufte sich der Mark LT allerdings relativ gut. Er war technisch verwandt mit dem Ford F-150. Sein Leergewicht wird mit 2379–2593 kg angegeben. Der Mark LT griff die traditionsreiche Bezeichnung der Mark Series wieder auf.

## Übersicht
Der Mark LT hatte einen Preis von 43.495 US$ (ca. 35.000 €) und es sollten ungefähr 13.000 Stück pro Jahr verkauft werden. Dieser Preis ist deutlich niedriger als der des Escalade EXT des Hauptkonkurrenten Cadillac. Der Mark LT war eines der Autos in den Vereinigten Staaten mit der größten Rabattierung, einige Händler verkauften ihn für mehr als 10.000 $ unter Preisempfehlung.
Der Mark LT wurde mit Hinterrad- und Allradantrieb angeboten. Einzig erhältlicher Motor war ein 5,0-l-V8-Ottomotor mit 265 kW (360 PS). Er wurde in der River Rouge Plant in Dearborn, Michigan hergestellt, wo auch der Ford F-150 vom Band läuft.
Der Mark LT war seit seinem Start immer mindestens doppelt so gut verkauft wie der Escalade EXT, jedoch fielen die Verkäufe ab 2007.
Zum Modelljahr 2009 wurde der Mark LT in den USA und Kanada eingestellt und von einer besser ausgestatteten Variante des Ford F-150 namens Platinum ersetzt.

In Mexiko gab es bis 2014 eine zweite Generation des Mark LT, die für umgerechnet rund 40.000 EUR erhältlich war. Das Modell gehörte dort zu den meistverkauften Fahrzeugen der Marke.

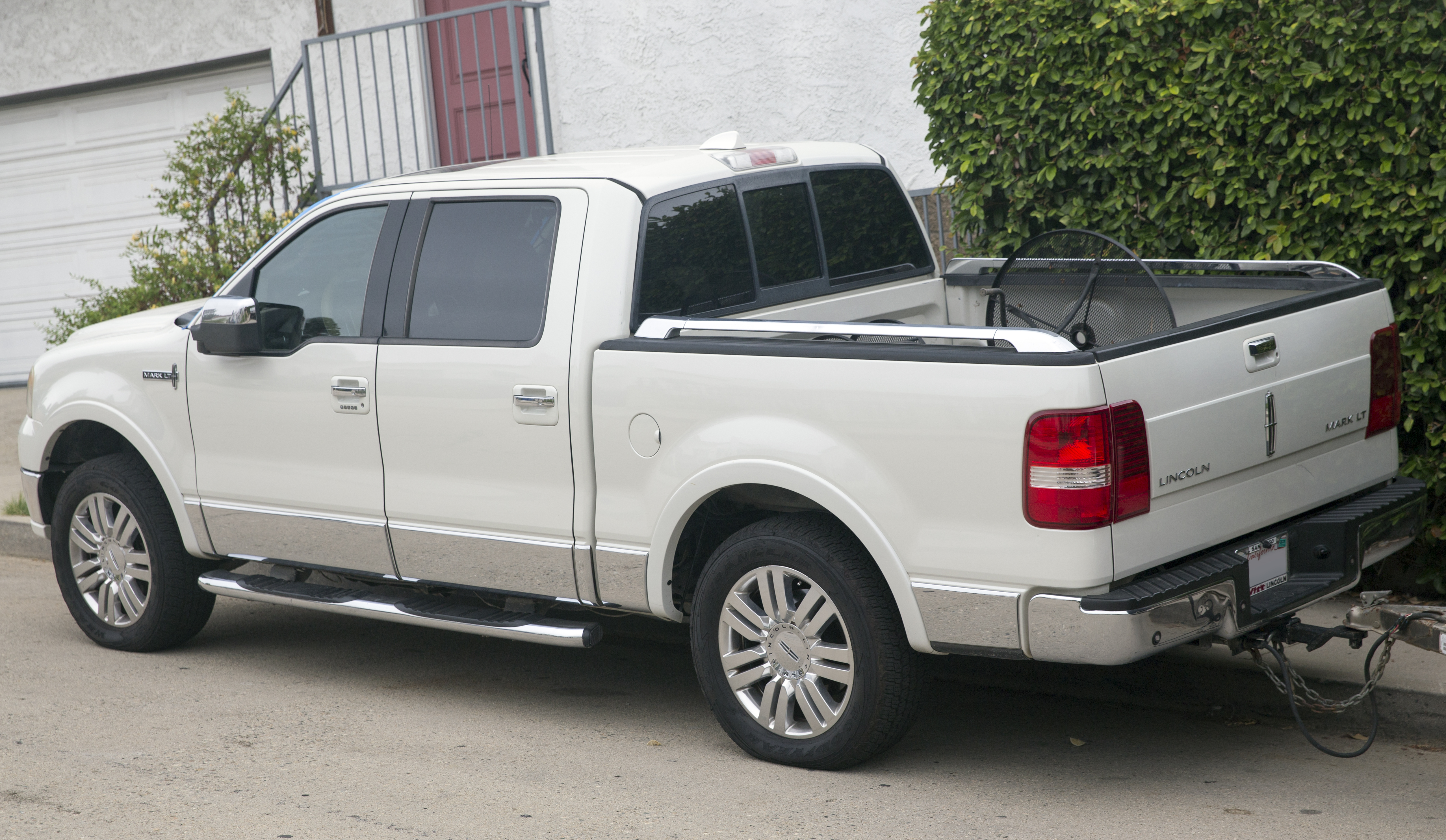
Heckansicht
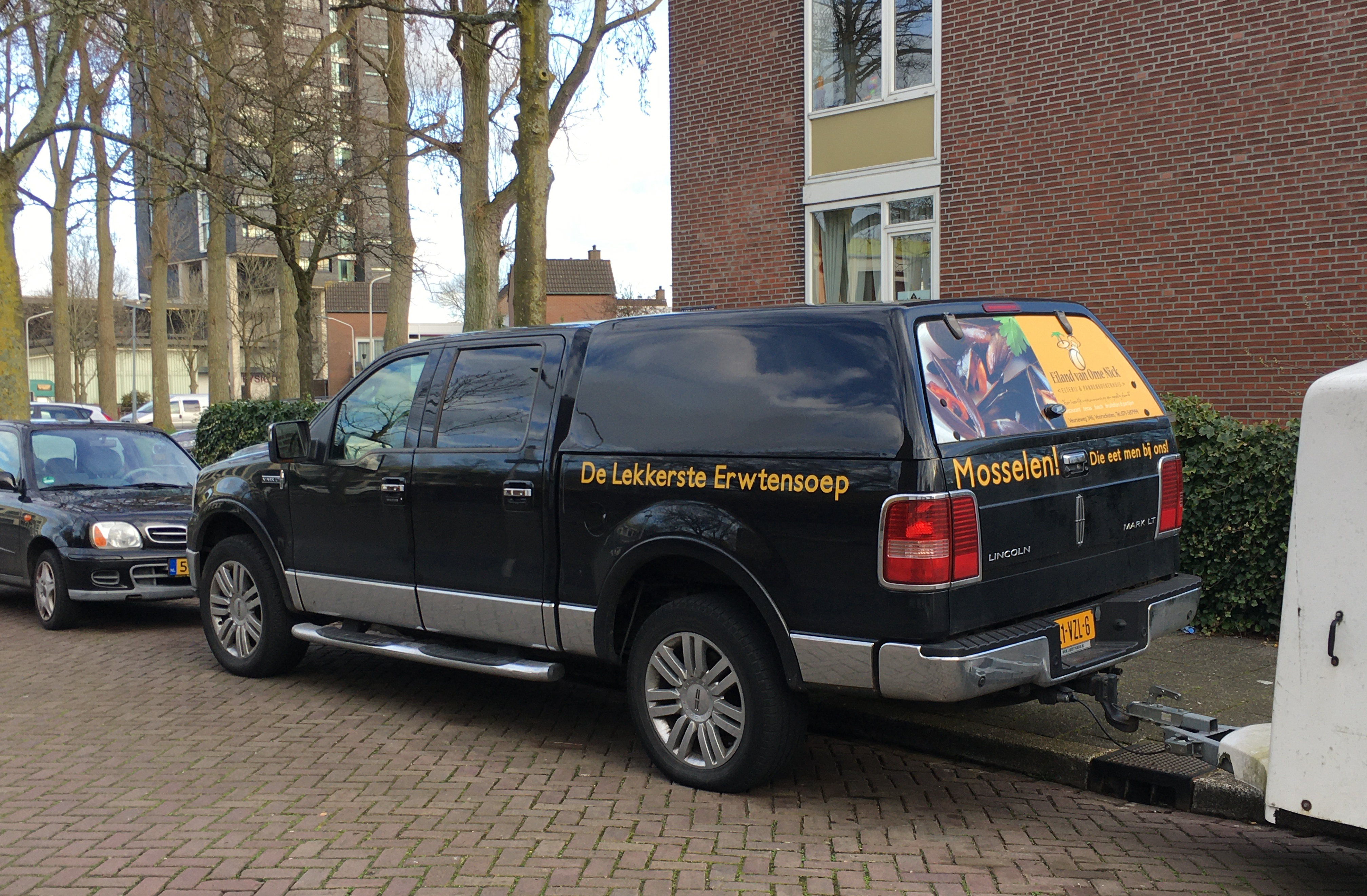
Mit Ladeflächenaufbau
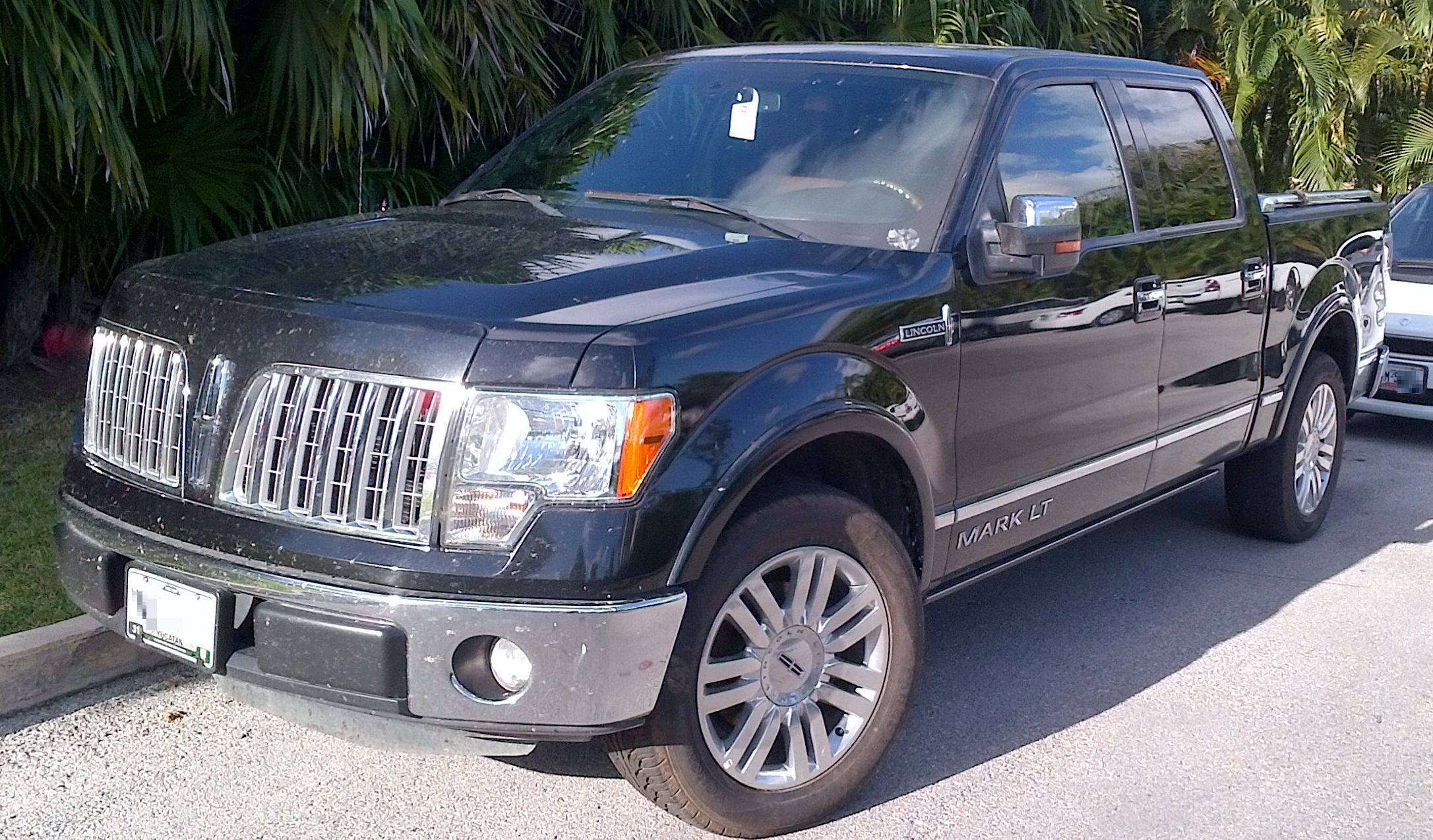
Zweite Generation (2009–2014, Mexiko)